# Louise Jameson

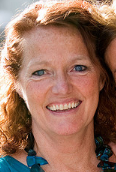
Louise Jameson (2009)

Louise Jameson (* 20. April 1951 in Wanstead, London, Vereinigtes Königreich) ist eine britische Schauspielerin.

## Leben

### Kindheit und Ausbildung
Louise Jameson wuchs in Woodford Green, Essex auf. Ihr Vater arbeitete zunächst als Reinigungskraft in einer Papierfabrik. Danach gründete er sein eigenes Geldberatungsinstitut. Jahre später führte Jamesons Bruder, Russell das Institut weiter. Ihr Interesse an dem Schauspielen entdeckte Jameson durch ihre Mutter, die in der örtlichen Laienspielgesellschaft war. Jameson besuchte eine Privatschule, verließ diese jedoch im Alter von 15 Jahren. Danach machte sie eine Ausbildung als Sekretärin. Mit 17 Jahren absolvierte James ihre Schauspielausbildung auf der RADA (Royal Academy of Dramatic Art).

### Karriere
Von 1977 bis 1978 spielte Louise Jameson ihre bis dahin bekannteste Rolle als Leela in Doctor Who. Produzent John Nathan Turner bot ihr an Leela noch in einer weiteren Staffel in der Serie zu spielen. Da Jameson jedoch einige Shakespeare-Rollen angeboten bekommen hatte, lehnte sie ab. Es folgten Auftritte in EastEnders, dem Disney-Film Stick with Me, Kid und vielen weiteren Filmen und Serien. Von 1994 bis 1996 war Jameson neben Caroline John in vier P.R.O.B.E. Filmen zu sehen.
Louise Jameson ist auch eine Theaterschauspielerin. So war sie neben Alan Armstrong am Royal National Theatre in London in dem Theaterstück Death Of A Salesman zu sehen.

### Privatleben
Louise Jameson hat mit ihrem Exmann Martin Bedford zwei Söhne. Sie lebt in Tunbridge Wells, Kent.

## Filmografie (Auswahl)
- 1971: Tom Brown’s Schooldays (Miniserie, 1 Folge)
- 1972: Das Monster mit der Teufelsklaue (Disciple of Death)
- 1973: Emmerdale Farm
- 1976: Dominic (Miniserie, 4 Folgen)
- 1977–1978: Doctor Who (Fernsehserie, 40 Folgen)
- 1979: The Omega Factor (Fernsehserie, 10 Folgen)
- 1981–1982: Tenko (Fernsehserie, 13 Folgen)
- 1985: Das geheime Tagebuch des Adrian Mole (The Secret Diary of Adrian Mole, Aged 13¾; Fernsehserie, 3 Folgen)
- 1985–1990: Jim Bergerac ermittelt (Bergerac; Fernsehserie, 35 Folgen)
- 1991; 2004: The Bill (Fernsehserie, 3 Folgen)
- 1992–1993: Rides (Fernsehserie, 10 Folgen)
- 1994: The Stranger: The Terror Game
- 1995: Molly
- 1994–1996: P.R.O.B.E. (Filmreihe, 4 Filme)
- 1998–2000: EastEnders (Fernsehserie, 210 Folgen)
- 2006–2019: Doctors (Fernsehserie, 5 Folgen)
- 2008: River City (Fernsehserie, 4 Folgen)
- 2011: Doc Martin (Fernsehserie, 5 Folgen)
- 2012: Run for Your Wife
- 2016: Crossing Over
- 2020: Silent Witness (Fernsehserie, 2 Folgen)
- 2021: Inspector Barnaby (Midsomer Murders, Fernsehserie, 1 Folge)
- 2022: McDonald & Dodds (Fernsehserie, 1 Folge)